# جامعة لورانس التكنولوجية
جامعة لورانس التكنولوجية (بالإنجليزية: Lawrence Technological University)‏ هي جامعة خاصة في ساوثفيلد، ميشيغان. تأسست في عام 1932 في هايلاند بارك (ميشيغان)، باسم معهد لورانس للتكنولوجيا (بالإنجليزية: Lawrence Institute of Technology)‏ من قبل راسل إي لورانس. انتقلت الجامعة إلى ساوثفيلد في عام 1955 وتوسعت منذ ذلك الحين إلى مساحة 107 أكر (0.43 كـم2). يشمل الحرم الجامعي أيضًا منزل أفليك المصمم من قبل فرانك لويد رايت في بلومفيلد هيلز ومركز ديترويت للتصميم والتكنولوجيا في وسط مدينة ديترويت.  
تقدم الجامعة برامج البكالوريوس والماجستير والدكتوراه في مجالات العلوم والتكنولوجيا والهندسة والعمارة والتصميم والرياضيات  خلال كلياتها الأربع: الهندسة المعمارية والتصميم والفنون والعلوم وإدارة الأعمال وتكنولوجيا المعلومات والهندسة. الفرق الرياضية في الجامعة هي الشياطين الزُّرق (the Blue Devils). لقد تنافسوا في الرابطة الوطنية لألعاب القوى الجامعية وانضموا إلى مؤتمر (Wolverine Hoosier) الرياضي في عام 2012. 

## تاريخ
في عام 1932، في ذروة الكساد الكبير، تصور الرئيس المؤسس لشركة لورانس للتكنولوجيا (Lawrence Tech)، راسل إي. لورانس، نموذجًا جديدًا للتعليم العالي يمكن أن يخدم الطلاب التقليديين وكذلك البالغين العاملين، وجمع بين فلسفة التدريس التي تتبنى النظرية والتطبيق.
| السنوات       | الرئيس              |
| 1932 - 1934   | راسل إي لورانس      |
| 1934 - 1964   | إي جورج لورانس      |
| 1964 - 1977   | واين هـ. بويل       |
| 1977 - 1993   | ريتشارد إي ماربورغر |
| 1993 - 2006   | تشارلز إم تشامبرز   |
| 2006 - 2012   | لويس إن ووكر        |
| 2012 - الحالي | فيريندر ك.مودجيل    |

تأسست شركة لورانس للتكنولوجيا على مبدأ أن كل شخص يجب أن تتاح له الفرصة للحصول على تعليم جامعي. منذ البداية، لم تكن هناك قيود على دخول الطلاب فيما يتعلق بالعرق أو الجنس أو اللون أو العقيدة أو الأصل القومي أو العرقي - فقط شرط أن يكون الطلاب مؤهلين للقبول ولديهم الرغبة في النجاح. يمكن للطلاب العاملين الحصول على درجة البكالوريا من خلال حضور البرامج المسائية أو البرامج النهارية أو مزيج من الاثنين - وهي ميزة فريدة في عام 1932 ولا تزال مميزة حتى اليوم.
يعتقد لورانس أن الإنجازات الهندسية والتكنولوجية ستكون هي المُحفّز على الانتعاش الاقتصادي، لكل من المنطقة والأمة. وافق هنري وإدسل فورد على تأجير مبنى مدرسة هنري فورد التجارية السابق،  وهو جزء من فورد موديل تي في هايلاند بارك، إلى الجامعة الجديدة، التي بدأت عملياتها مع بضع مئات من الطلاب. انخفض معدل الالتحاق بالحدس خلال الحرب العالمية الثانية ولكنه ارتفع على الفور بعد ذلك حيث تمتع المحاربون القدامى بالمزايا التعليمية لقانون الجنود الأمريكيين.
في عام 1955، انتقل معهد لورانس للتكنولوجيا (LIT) إلى حرم جامعي في ساوثفيلد الريفية آنذاك، في ما كان مزرعة أبحاث جنرال ميلز.  منذ أن تأسست الجامعة كمدرسة هندسية، كان من المناسب أن يكون المبنى الأول الذي تم تشييده في حرم ساوثفيلد هو مبنى الهندسة. تم وضع الخطة الرئيسية للحرم الجامعي من قبل البروفيسور إيرل دبليو بيليرين، الذي قاد أيضًا الفرق التي صممت مباني الهندسة المعمارية والعلوم، وأول قاعة سكن للجامعة على طريق (Ten Mile Road)، و(University Housing-South)، وما كان في الأصل مقر إقامة الرئيس على (Circle Drive) القريب. 
بدأت الجامعة في تقديم العديد من برامج درجة الماجستير من خلال كلياتها، واعترافاً ببرامج ما بعد البكالوريا هذه، قامت بتغيير اسمها إلى جامعة لورانس التكنولوجية (LTU) في 1 يناير 1989. 
واصلت تحوّلها من مؤسسة متنقلة في المقام الأول إلى تقديم حياة كاملة في الحرم الجامعي من خلال بناء المزيد من قاعات الإقامة: (Donley Hall)  و(Reuss Hall)  و(East Residence Hall) الحائزة على جوائز  ، الأخيرة كانت لجميع طلاب السنة الأولى. تستوعب الجامعة الآن أكثر من 1،000 طالب مقيم.

## الكليات
| المدرسة                           | سنة التّأسيس |
| كلية العمارة والتصميم             | 1962        |
| كلية الآداب والعلوم               | 1967        |
| كلية الأعمال وتكنولوجيا المعلومات | 1952        |
| كلية الهندسة                      | 1932        |

تقدم الجامعة ما يقرب من 100 برنامج في أربع كليات، بإجمالي عدد مسجلين يقارب 3500 طالب، وتوظف أكثر من 400 عضو هيئة تدريس بدوام كامل وبدوام جزئي.  تم تنظيم الجامعة في أربع كليات: الهندسة المعمارية والتصميم، والفنون والعلوم، والأعمال التجارية وتكنولوجيا المعلومات، والهندسة. في عام 1962، تم تأسيس كلية الهندسة المعمارية والتصميم التابعة للجامعة، والتي تطورت من قسم الهندسة المعمارية السابق، وتم إنشاء كلية الآداب والعلوم في عام 1967.
في عام 1950 أُضيفت برامج درجة الزمالة إلى برامج البكالوريا في الجامعة، وفي عام 1952، تم إنشاء ما يُعرف اليوم بكلية الأعمال وتكنولوجيا المعلومات، والتي تعود أصولها إلى منهج سابق للهندسة الصناعية.  بدأت الجامعة في تقديم العديد من برامج درجة الماجستير منذ التسعينيات. تم إنشاء برامج درجة الماجستير في الأعمال التجارية في عام 1989، والهندسة في عام 1990، والعمارة في عام 1993، والفنون والعلوم في عام 1997.
تُعدُّ كلية الأعمال وتكنولوجيا المعلومات واحدة من 5 في المائة فقط من مؤسسات التعليم العالي في العالم البالغ عددها 16000 والتي تقدم درجات علمية في الأعمال للحصول على اعتماد من (AACSB International)، وهي جمعية تطوير كليات الأعمال الجماعية.  في تصنيفها لعام 2021، صنّفت مجلة يو إس نيوز آند وورد ريبورت شركة لورانس للتكنولوجيا على أنها مرتبطة بالمركز رقم 37 في الجامعات الإقليمية في الغرب الأوسط. 

## ألعاب القوى

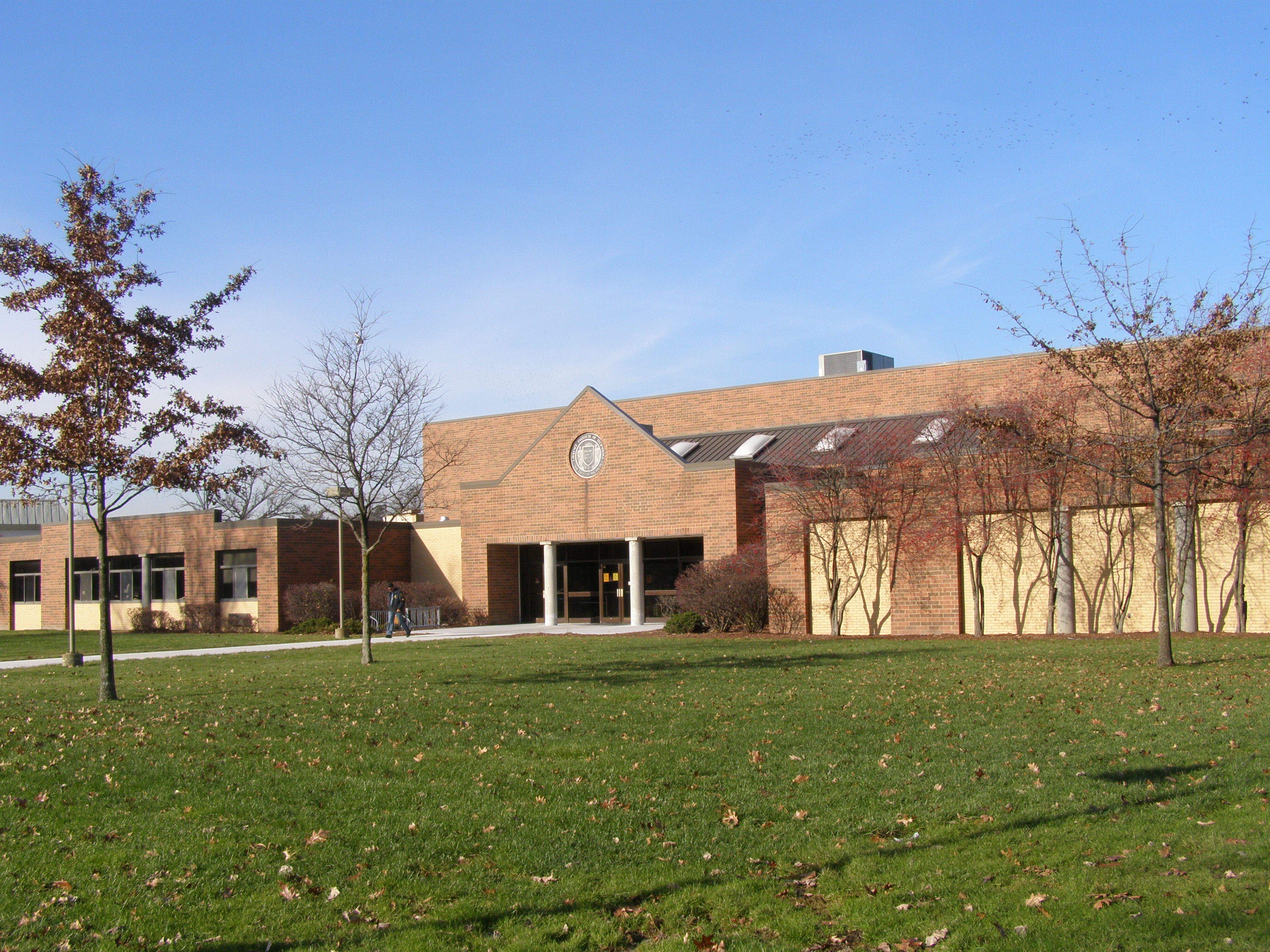
بيت دون ريدلر فيلد

تُعرف فرق الجامعة باسم "الشياطين الزُّرق (Blue Devils). الجامعة عضو في الرابطة الوطنية لألعاب القوى الجامعية (NAIA)، وتتنافس بشكل أساسي في مؤتمر ولفيرين- هووسير الرياضي (WHAC) بينما يعد فريق هوكي الجليد الثاني للرجال بالجامعة عضوًا في الرابطة الأمريكية للهوكي الجماعي ‏ (ACHA) في مستوى القسم الثالث كعضو في مؤتمر ميشيغان للهوكي الجماعي ‏ (MCHC).  تشمل الرياضات الرجالية كرة السلة والبولينج والعدو وهوكي الجليد ولاكروس وكرة القدم؛ في حين تشمل الرياضات النسائية كرة السلة والبولينج والعدو ولاكروس وكرة القدم والكرة الطائرة.
قامت شركة لورانس للتكنولوجيا بإلحاق فرق رياضية على مدار تاريخها من عام 1930 إلى عام 1962.  لعب فريق كرة السلة للرجال من 1950 إلى 51 في بطولة الدعوة الوطنية لعام 1951، التي أقيمت في ماديسون سكوير جاردن في نيويورك. هُزم فريق الجامعة أمام دايتون 71-77 في الجولة الافتتاحية للبطولة.  ذهب بلين دينينج ‏، وهو خريج من فريق 1951، للعب كرة السلة المحترفة مع فريق واشنطن ويزاردز من الدوري الاميركي للمحترفين. 
أعادت الجامعة البرامج الرياضية في 2011 وانضمت إلى الرابطة الوطنية لألعاب القوى بين الكليات.  انضمت كرة القدم الرجالية والبولينج، جنبًا إلى جنب مع الكرة الطائرة للسيدات، إلى فريق هوكي الجليد للرجال الذي تم إنشاؤه بالفعل من أجل العروض الرياضية للجامعة خلال العام الدراسي 2011-12.  خلال موسمها الخامس في الرابطة الوطنية لألعاب القوى بين الكليات، أرسلت الجامعة فرقًا في البيسبول الرجالي وكرة السلة والبولينج والكرة الطائرة والغولف والهوكي والكرة الطائرة ولاكروس وكرة القدم والتنس وكرة السلة للسيدات والبولينج والعدو الريفي والغولف ولاكروس وكرة القدم، الكرة اللينة والتنس والكرة الطائرة. 
بفضل هدية بقيمة مليون دولار من متبرع مجهول، خلال صيف عام 2016، قامت شركة لورانس للتكنولوجيا ببناء ملعب (AstroTurf) الرياضي السطحي، وهو جزء من الحرم الجامعي عند تقاطع الطريق السريع الشمالي الغربي (Northwestern Highway) وطريق (10 Mile Road). بدأت فرق كرة القدم ولاكروس في الجامعة للرجال والنساء باللعب في هذا المجال في أغسطس 2016. كما يضم المشروع موقف سيارات يتسع لـ 40 سيارة. في صيف 2018، تم إنشاء إضاءة للألعاب الليلية ولوحة نتائج جديدة مع عرض إعادة تشغيل الفيديو ومقاعد مؤقتة تتسع لـ 2000 معجب وصندوق صحفي استعدادًا لموسم 2018 الافتتاحي لفريق الجامعة لكرة القدم. استقطبت مباراة كرة القدم الأولى، التي أقيمت في 1 سبتمبر 2018، حشدًا جماهيريًا بلغ أكثر من 3800 مشجع. تشمل الخطط المستقبلية للموقع مقاعد استاد دائمة تتسع لـ 4000 مشجع، ومبنى فريق من طابقين مع غرف خلع الملابس، وغرفة أوزان، ومكاتب للمُتدرّبين والمُدرّبين، ومبنى امتياز ودورة مياه. 
في يناير 2017، أعلنت شركة لورانس للتكنولوجيا أنها ستستأنف مسابقة كرة القدم بين الكليات، بعد توقف دام أكثر من 70 عامًا يعود تاريخها إلى ما بعد الحرب العالمية الثانية. قبلت الجامعة فصلين من حوالي 90 طالبًا رياضيًا لفريق تنافس كفريق مستقل في خريف 2018، والذي سيبدأ اللعب بجدول جامعي كامل في اتحاد كرة القدم في الولايات الوسطى في الرابطة الوطنية لألعاب القوى بين الكليات في الخريف. لعام 2019. عينت الجامعة جيف دوفينديك، المدرب الرئيسي السابق في عدة كليات، كمدرب رئيسي لها.   خلال مباراتهم الأولى في موسمهم الأول المختصر في 1 سبتمبر 2018، جذب فريق الشياطين الزرق ما يقرب من 4000 مشجع.
في عام 2021، أضافت الجامعة المزيد من الفرق، بما في ذلك الرياضات الإلكترونية، والهوكي النسائي، والتشجيع، والكرة الطائرة للرجال، إضافة إلى البرامج الحالية في البولينج للسيدات وألعاب المضمار والميدان.  تدعم الجامعة الآن أكثر من 30 فريقًا من الرجال والنساء في البيسبول وكرة السلة والبولينج والعدو والرياضات الإلكترونية وكرة القدم والغولف وهوكي الجليد ولاكروس وكرة القدم والكرة اللينة والتنس والمضمار والميدان والكرة الطائرة - إضافة إلى فرقة البيب الموسيقية، وفرق الهتاف والرقص. 

## الحياة الطلابية

### المنظمات الطلابية
تشمل الأنشطة خارج المنهج في الحرم الجامعي فرصًا قيادية وأكثر من 60 ناديًا ومنظمة طلابية. يُمثّل اتحاد الطلبة جميع المنظمات في الحرم الجامعي. تسمح الجامعة عمومًا بنوادي طلابية جديدة في أي مجال اهتمام إذا كانت مدعومة بعريضة طالب بها 30 توقيعًا على الأقل. 

### الأخويات والجمعيات النسائية
تعد الجامعة أيضًا موطنًا لفصول من الأخويات، بما في ذلك (Alpha Sigma Phi) و(Theta Tau) و(Sigma Pi) و(Sigma Phi Epsilon) و(Phi Kappa Upsilon) و(Phi Beta Sigma). هناك عدة جمعيات نسائية ممثلة في الحرم الجامعي، من بينها دلتا سيغما سيتا. 

## خريجون متميزون
- ستيف بالمر، هو الرئيس التنفيذي السابق لمايكروسوفت والمالك الحالي لفريق لوس أنجلوس كليبرز في الدوري الاميركي للمحترفين.
- جون ديلوريان [الإنجليزية]‏، بكالوريوس هندسة صناعية 1948، المدير التنفيذي السابق لجنرال موتورز الذي ابتكر أول سيارة عضلية ورجل أعمال أمريكي أسس شركة ديلورين موتور ومقرها في أيرلندا الشمالية.
- هارفي فيريرو [الإنجليزية]‏، بكالوريوس الهندسة المعمارية 1955، مهندس معماري أمريكي، وخبير في الرسم المعماري، ومؤسس شركة (Ferrero Architects)، وأستاذ مساعد سابق في جامعة لورانس التكنولوجية.
- ألفريد توبمان [الإنجليزية]‏، طالب الهندسة المعمارية السابق في شركة لورانس للتكنولوجيا، أحد أبرز مطوري العقارات والمبتكرين وأصحاب مراكز التسوق في جميع أنحاء الولايات المتحدة. كما امتلك سوذبيز للمزادات، وسلسلة مطاعم (A&amp;W).
- لويس فيرالدي [الإنجليزية]‏، الهندسة الميكانيكية 1948، الأب الراحل لفورد توروس الأصلي وميركوري سيبل [الإنجليزية]‏. بصفته نائب رئيس شركة فورد والمسؤول عن تطوير السيارات، كان فيرالدي رائدًا في فرق الموظفين متعددة التخصصات التي أدت إلى إطلاق هذه السيارات. أصبحت عملية تطوير «الفريق» التي ابتكرها معيار الصناعة. [32]
- كيرك شتاودل، بكالوريوس هندسة الكمبيوتر 1987، مدير إدارة النقل بولاية ميتشجن.

## صور

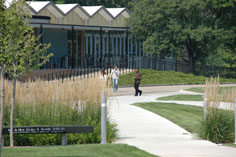
مبنى معماري.
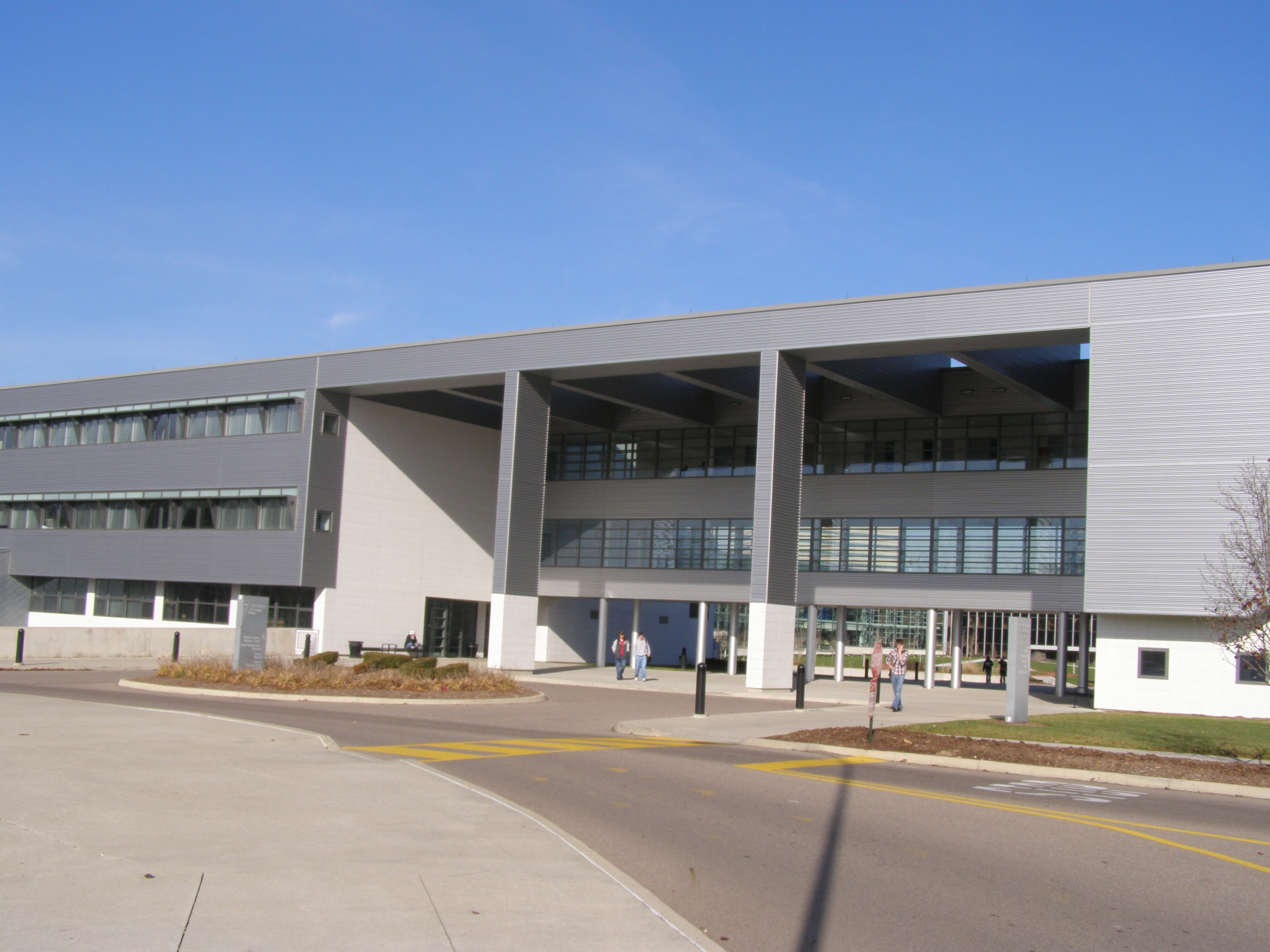
مركز التكنولوجيا والتعليم بالجامعة.